# Arachnodes tibialis
Arachnodes tibialis är en skalbaggsart som beskrevs av Lebis 1956. Arachnodes tibialis ingår i släktet Arachnodes och familjen bladhorningar. Inga underarter finns listade.